# Hysteropezizella
Hysteropezizella — рід грибів родини Dermateaceae. Назва вперше опублікована 1917 року.